# Alue Bata
Alue Bata is een bestuurslaag in het regentschap Nagan Raya van de provincie Atjeh, Indonesië. Alue Bata telt 1041 inwoners (volkstelling 2010).